# Russ Spiegel
Russ Spiegel (Los Angeles, 30 maart 1962) is een Amerikaanse jazzgitarist, -componist, -arrangeur, filmmuzikant en acteur, die succesvolle uitstapjes heeft gemaakt naar scenarioschrijven en filmproductie. Bekend om zulke goed ontvangen albums als Twilight (voor het Duits/Nederlandse jazzlabel Double Moon, 2001), Chimera (voor het grote indiejazzlabel SteepleChase Records, 2007) en Transplants (Ruzztone, 2009), trad hij op met een breed scala aan verschillende artiesten, waaronder Tony Bennett, Petula Clark en Gene 'Mighty Flea' Conners. Naast zijn bijdragen aan de jazz, heeft hij zijn stempel gedrukt op de popcultuur en heeft hij dienst gedaan als muziekcoach en gitaarinstructeur voor de jonge acteurs in Nickelodeons populaire serie The Naked Brothers Band.

## Biografie
Spiegel, lid van een muzikaal gezin, werd geboren in Los Angeles, Californië en groeide op in Santa Monica (Californië). Spiegels oudere zus speelt bluegrass-viool en zijn broer is pianist en componist. Hun vader is een fervent amateur-jazztrompettist. Als jongere fan van popradio ontdekte Spiegel in zijn tienerjaren de rockmuziek. Hij was al snel vastbesloten om een elektrische gitaar te bezitten, volgde lessen bij een plaatselijke muziekwinkel in Fountain Valley en verdiende later genoeg zakgeld om een Fender Stratocaster te kopen. Hij begon te jammen met andere muzikanten uit de omgeving en formeerde uiteindelijk een rockcoverband die houseparty's speelde in Orange County (Californië).Terwijl Spiegel in zijn late tienerjaren was, vond zijn vader een baan op de vliegbasis Rhein-Main, in de buurt van Frankfurt am Main. Na zijn afstuderen aan de Frankfurt American High School ging Spiegel naar de Universiteit van Maryland, die een campus in München in stand hield. Terwijl hij daar was, formeerde hij een progressieve rockband, sloot zich aan bij een lokale r&b- en soul-eenheid en begon jazzstandards te leren. In 1982 keerde Spiegel terug naar de Verenigde Staten om zijn bachelordiploma te behalen aan de University of Michigan in Ann Arbor, waar hij een graad in filosofie behaalde. In 1986 vroeg Spiegel een beurs aan en won hij deze aan het gerenommeerde Berklee College of Music in Boston. Na zijn studie verhuisde hij in 1988 naar Duitsland.
Eenmaal in Duitsland legde Spiegel geleidelijk contacten in de muziekwereld en begon hij te spelen op militaire bases en bij lokale jazzclubs en festivals. Tijdens een periode in Parijs formeerde hij het kwartet Guitar Hell, dat veel toerde in Frankrijk en Duitsland. Hij merkte al snel dat hij een veelgevraagd gitarist en elektrische bassist was bij verschillende Europese bigbands, jazzensembles en bluesbands. Samen met de band van de populaire Amerikaanse trombonist/zanger Gene 'Mighty Flea' Conners, trad Spiegel op in Duitsland, Zwitserland, Oostenrijk, België en Nederland. Rond dezelfde tijd vervoegde Spiegel de band van de Duitse jazz-organiste Barbara Dennerlein. Met Dennerlein speelde hij op talloze tournees en jazzfestivals door heel Europa en trad hij met haar band op in diverse televisie- en radioshows. Dankzij zijn sterk verbeterde profiel ontving hij in 1999 de felbegeerde jazzbeurs van de stad Frankfurt voor zijn bijdragen aan het artistieke circuit van de stad. In 2001 keerde Spiegel terug naar de Verenigde Staten en vestigde zich in New York. Daar studeerde hij onder de docenten Adam Rogers, Paul Bollenback, Ben Monder en John Patitucci en behaalde hij zijn masterdiploma in jazzprestaties aan het City College of New York. In 2008 ondernam zijn jazz/Noord-Indiase klassieke fusionensemble Sundar Shor een tournee door India onder auspiciën van het American Center en het heeft ook veel in Europa getoerd.

## Filmcarrière
Spiegel was de muziekcoach en gitaarleraar voor Nat & Alex Wolff, de twee jonge broers en zussen die meespeelden in de populaire tv-show The Naked Brothers Band van Nickelodeon en toerde nu als de Wolff Brothers. In 2005 was de band van beginnende rockers het onderwerp van een Nickelodeon-kanaal "mockumentary" getiteld The Naked Brothers Band: The Movie, dat later werd gebruikt als pilot voor de serie. De show liep van 2007 tot 2009, gedurende welke tijd Spiegel ook af en toe op het scherm verscheen of werd ingevuld als 'instrumentworstelaar'. Hij werd vervolgens uitgebracht als muzikant in de filmkomedie What Happens in Vegas (2008), speelde een vergelijkbare rol in When in Rome (2010) en won een terugkerende, niet genoemde rol in de tv-serie 30 Rock. Spiegel componeerde ook muziek voor de korte films Waterfront Access (2009), Psychobabble (2010) en I Am Julia (2011), evenals voor de documentaire Building Bridges (2011), over een groep middelbare scholieren uit New York die reisden naar India. In 2010 produceerde, scoorde en schreef hij het scenario voor Das Boots, een korte film over twee hipsters uit Brooklyn, die te maken hebben met een ongewenste gast. In 2011 verscheen hij ook in Mercy, de eerste aflevering van het tweede seizoen van de CBS-show Blue Bloods als lid van de band van Tony Bennett.

## Discografie
Als leader
- 1998: Monky (Mongothrob)
- 2000: Russ Spiegel's Big Band: Live in Europe (Oomph!!)
- 2001: Twilight (Doublemoon)
- 2007: Chimera (SteepleChase Records)
- 2009: Transplants (Ruzztone)

Als gast
- 2002: Barbara Leah Meyer, Winter Child (Laika)
- 2002: Alberto Menendez, Waiting for Naima (In + Out)
- 2005: Bill Warfield Big Band, A Faceless Place (Laurel Hill)
- 2007: Martelle, Little Big Waters (Monogenuss)

- Gemeinsame Normdatei: 135108861
- International Standard Name Identifier: 0000 0000 5781 8402
- MusicBrainz: 9ad59c4e-96b2-4d19-b1f9-db0105b63b68
- Virtual International Authority File: 79968990
- WorldCat: E39PBJgt9tBJ7dX4YBcYpG6BT3